# Costiera Cilentana

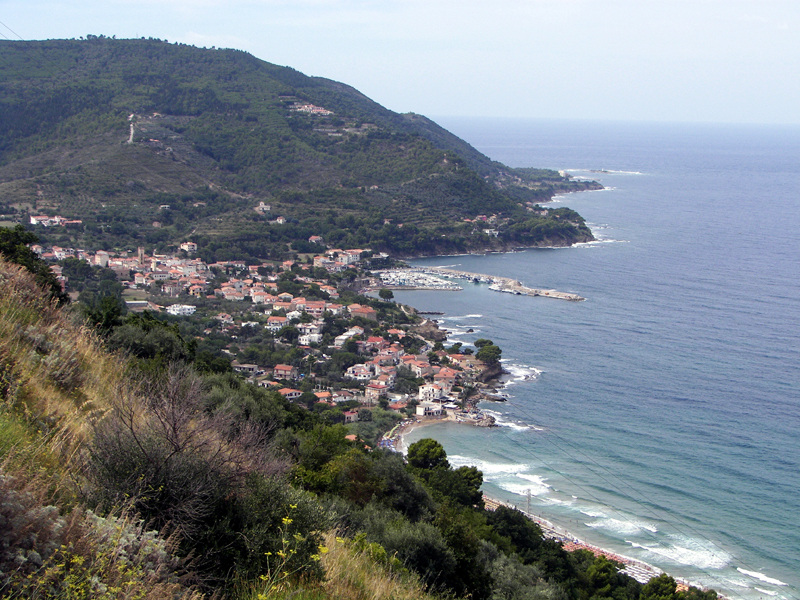
San Marco di Castellabate

Die Costiera Cilentana  ist ein Zusammenschluss der unten aufgeführten  italienischen Gemeinden aus dem Golf von Salerno und dem Golf von Policastro (Kampanien) mit dem Ziel, den Naturschutz zu fördern und die Wasserqualität stetig zu verbessern.
Die Gemeinschaft arbeitet hierzu mit der italienischen Umweltschutzorganisation  Legambiente, sowie mit dem Öko-Label Blaue Flagge  zusammen, das jedes Jahr an Strände und Marinas vergeben wird, an denen in der vorangegangenen Saison ein konstant hoher Standard der Badewasserqualität eingehalten wurde.
Viele der Orte sind ebenso Bestandteil des Nationalpark Cilento und Vallo di Diano.

## Mitglieder
Die Gemeinschaft hat folgende Mitglieder:
- Agropoli, mit Mattine
- Ascea, mit Velia und Marina di Ascea
- Camerota, mit Marina di Camerota
- Capaccio, mit Paestum, Laura, Licinella und Torre
- Casal Velino, mit Marina di Casalvelino
- Castellabate, mit Santa Maria, San Marco, Licosa und Ogliastro Marina
- Centola, mit Palinuro
- Ispani, mit Capitello
- Montecorice, mit Agnone Cilento und Case del Conte
- Pisciotta, mit Caprioli und Marina di Pisciotta
- Pollica, mit Acciaroli und Pioppi
- San Giovanni a Piro, mit Scario
- San Mauro Cilento, mit Mezzatorre
- Santa Marina, mit Policastro Bussentino
- Sapri
- Vibonati, mit Villammare